# عملیات مرگ بر سرمچار
در ساعات اولیه ۲۸ دی ۱۴۰۲، پاکستان در واکنش به حملات سپاه پاسداران به خاک پاکستان، حملات تلافی‌جویانه‌ای با رمز عملیات مرگ بر سَرمَچار (به انگلیسی: Operation Marg Bar Sarmachar) (به فارسی:مرگ بر شورشیان) علیه هفت هدف نهاد آزادی‌بخش بلوچستان انجام داد.در پی این حمله نماینده سراوان در مجلس شورای اسلامی گفت: سپاه پاسداران به یک روستای متروکه در پاکستان حمله کرد ولی پاکستان یک روستای پر جمعیت ایران را هدف قرار داد.
پاکستان در بیانیه‌ای رسمی اعلام کرد که پناهگاه‌های تروریست‌های پاکستانی‌الاصل را در داخل خاک ایران هدف قرار داده‌است. در بیانیه وزارت خارجه پاکستان آمده‌است: به حاکمیت و تمامیت ارضی ایران احترام کامل می‌گذاریم، پاکستان یک سری حملات نظامی در استان سیستان و بلوچستان ایران انجام داد. هدف از اقدام امروز تأمین امنیت و منافع ملی پاکستان بود. این بیانیه می‌افزاید: ایران کشوری برادر است و مردم پاکستان برای مردم ایران احترام و محبت زیادی قائل هستند. ما همواره بر گفتگو و همکاری در مقابله با چالش‌های مشترک از جمله تهدید تروریسم تأکید کرده‌ایم و به تلاش خود برای یافتن راه حل‌های مشترک ادامه خواهیم داد.
به گفته معاون امنیتی و انتظامی استاندار سیستان و بلوچستان حوالی ساعت ۴:۳۰ صبح روز پنجشنبه ۲۸ دی ماه ۱۴۰۲، ارتش پاکستان با موشک یک روستای مرزی را مورد حمله قرار داد. به گفته منابع استان تعداد کشته‌ها ۹ نفر بلوچ بود که شامل ۵ زن و ۴ کودک بود اعلام شد. اما سپس تعداد کشته‌شدگان نهایی ۱۰ نفر و تعداد مجروحان حاد دو نفر منتشر شد. جبهه آزادی‌بخش بلوچستان از طریق سخنگوی خود گوهرام بلوچ در کانال تلگرامی خود اعلام نمود: هیچ مقری در ایران ندارد و هیچ‌یک از جنگجویان سرمچار آن در حمله پاکستان کشته نشده‌اند.

## پیش زمینه
حمله ایران به پاکستان که منجر به کشته و زخمی شدن تعدادی شد.

## عملیات
بنا بر آنچه در صفحه توئیتری اخبار نیروهای مسلح پاکستان اعلام شده ۷ هدف در ۳ نقطه در خاک ایران (سراوان، شمسر و حنق) که مقر تروریست‌ها بوده مورد حمله قرار گرفته‌است. صفحه توئیتری اخبار نیروهای مسلح پاکستان اعلام کرد؛ ۷ هدف در ۳ نقطه در خاک ایران(سراوان، شمسر و حنق) که مقر تروریست‌ها بوده را مورد حمله قرار دادیم.
به گزارش خبرگزاری‌های وابسته به سپاه پاسداران، ساعت ۴٫۵ صبح امروز پنج شنبه ۲۸ دی ماه، صدای چند انفجار در محدوده شهرستان سراوان به گوش رسید که بنا به گفته معاون انتظامی و امنیتی استانداری سیستان و بلوچستان پس از بررسی‌های انجام شده، مشخص شد پاکستان یکی از روستاهای مرزی ایران را با موشک مورد هدف قرار داده‌است.
در این حمله ۱۰ بلوچ کشته شده و ۲ فرد دیگر مجروح شدند و همچنین یک انفجار دیگر در شهرستان سراوان صورت گرفته که در آنجا تاکنون تلفاتی اعلام نشده‌است.

## بیانیه وزارت خارجه پاکستان
وزارت خارجه پاکستان روز پنجشنبه ضمن تأکید بر همکاری مشترک با ایران درخصوص مبارزه با تروریسم، مدعی شد این کشور یک سری «حملات دقیق علیه مخفیگاه‌های تروریست‌ها در داخل ایران» انجام داده که در نتیجه آن تعدادی از «تروریست‌ها» کشته شدند.
به گزارش ایسنا، وزارت امور خارجه پاکستان در بیانیه‌ای نوشت: امروز صبح پاکستان حملات دقیق و هماهنگی را علیه مخفیگاه‌های تروریستی در استان سیستان و بلوچستان ایران هدف قرار داد. در حین این عملیات، تعدادی تروریست کشته شدند.
در ادامه بیانیه وزارت خارجه پاکستان آمده‌است: پاکستان تماماً به حاکمیت و تمامیت ارضی ایران احترام می‌گذارد و هدف از این اقدام امروز تأمین امنیت و منافع ملی پاکستان بود که اهمیت بالایی دارد و نمی‌توان آن را به خطر انداخت.
وزارت امور خارجه پاکستان در پایان این بیانیه نوشت: ایران کشوری برادر است و مردم پاکستان برای مردم ایران احترام و محبت زیادی قائل هستند. ما همواره بر گفت‌وگو و همکاری در مقابله با چالش‌های مشترک از جمله تهدید تروریسم تأکید کرده‌ایم و به تلاش خود برای یافتن راه‌حل‌های مشترک ادامه خواهیم داد.

## بیانیه تکذیب و رد جبهه آزادی بخش بلوچستان
ساعاتی پس از حمله پاکستان به خاک ایران جبهه آزادی‌بخش بلوچستان از طریق سخنگوی خود گوهرام بلوچ اعلام کرد: جبهه آزادی بخش بلوچستان در ایران هیچ مقری ندارد و هیچ یک از نیروهای جبهه آزادی‌بخش بلوچ در این حمله کشته نشده است. سخنگوی جبهه آزادی بخش بلوچستان در ادامه بیانیه خود ذکر نمود این حمله پاکستان به منظور اهداف انتقام جویانه حمله ایران به پاکستان بوده و در این حملات فقط بلوچ های بی گناه کشته شده اند.

## واکنش‌ها
- پاکستان وزارت امور خارجه پاکستان اعلام کرد که این کشور به دلیل «عدم اقدام» ایران در خصوص حضور «تروریست‌های پاکستانی الاصل» در خاک خود این حملات را انجام داده‌است.[۲۶]
- ایران وزارت امور خارجه ایران، کاردار پاکستان را برای ارائه توضیحات در مورد این حادثه احضار کرد.[۲۷]
- ژاپن دو کشور را به خویشتن داری توصیه کرد.[۲۸]
- ایالات متحده آمریکا: وزارت امور خارجه آمریکا خواستار خویشتن‌داری دو طرف شد و گفت بیانیه پاکستان در مورد اهمیت همکاری با کشورهای همسایه «سازنده و مفید» است.
  - وزارت امور خارجه آمریکا گفت «نیازی به تشدید» تنش‌ها وجود ندارد.
  - رئیس‌جمهور ایالات متحده جو بایدن در واکنش به حمله ایران به پاکستان و پاسخ متقابل پاکستان گفت که این حمله‌ها نشان داد «هیچ‌کس در منطقه جمهوری اسلامی را قبول ندارد.».[۲۹]
- چین دولت چین پیشنهاد میانجیگری بین پاکستان و ایران را داد و ابراز امیدواری کرد که هر دو طرف آرامش و خویشتن داری داشته باشند و از تشدید تنش‌ها جلوگیری کنند.
- روسیه وزارت امور خارجه روسیه با ابراز نگرانی از «تشدید اوضاع در منطقه مرزی ایران و پاکستان» از دو کشور درخواست کرد تا «حداکثر خویشتنداری را به خرج دهند و مسائل نوظهور را منحصراً از راه‌های سیاسی و دیپلماتیک حل و فصل کنند.»
- ترکیه دولت ترکیه خواستار آرامش و صلح شد و توصیه کرد که طرفین بیش از این تنش نکنند و هر چه زودتر آرامش برقرار شود.
- اتحادیه اروپا: این اتحادیه نسبت به حمله پاکستان و همچنین حمله قبلی ایران «بیشترین نگرانی» را ابراز کرد و گفت که آنها حاکمیت و تمامیت ارضی کشورها را نقض می‌کنند و اثر بی‌ثبات کننده ای در منطقه ایجاد می‌کنند.
- سازمان ملل متحد: آنتونیو گوترش، دبیرکل سازمان ملل متحد اظهار داشت که «عمیقاً در مورد تبادل حملات نظامی اخیر» نگران است و از هر دو کشور خواست حداکثر خویشتنداری را برای جلوگیری از تشدید بیشتر تنش‌ها اعمال کنند

## پایان تنش ها
سه روز پس از از پایان این درگیری دولت پاکستان پس از جلسه‌ کابینه خود به ریاست نخست‌وزیر، از انجام اقدامات لازم برای احیای کامل روابط دیپلماتیک با ایران خبر داد. قبل از آن «جلیل عباس جیلانی»، وزیر امور خارجه پاکستان گفته بود که اسلام آباد مایل به تشدید تنش‌ها با ایران نیست.